# Hymn Santa Catarina
Hino do Estado de Santa Catarina jest hymnem Santa Catarina. Autorem tekstu jest Horário Nunes, a autorem muzyki jest José Brazilício de Souza.

## Tekst po portugalsku
Sagremos num hino de estrelas e flores
Num canto sublime de glórias e luz,
As festas que os livres frementes de ardores,
Celebram nas terras gigantes da cruz.
Quebram-se férreas cadeias,
Rojam algemas no chão;
Do povo nas epopéias
Fulge a luz da redenção.
No céu peregrino da Pátria gigante
Que é berço de glórias e berço de heróis
Levanta-se em ondas de luz deslumbrante,
O sol, Liberdade cercada de sóis.
Pela força do Direito
Pela força da razão,
Cai por terra o preconceito
Levanta-se uma Nação.
Não mais diferenças de sangues e raças
Não mais regalias sem termos fatais,
A força está toda do povo nas massas,
Irmãos somos todos e todos iguais.
Da liberdade adorada
No deslumbrante clarão
Banha o povo a fronte ousada
E avigora o coração.
O povo que é grande mas não vingativo
Que nunca a justiça e o Direito calcou,
Com flores e festas deu vida ao cativo,
Com festas e flores o trono esmagou.
Quebrou-se a algema do escravo
E nesta grande Nação
É cada homem um bravo
Cada bravo um cidadão.